# Chella (Marocco)
Chella, in arabo شالة‎?, Shālla (anticamente Sala Colonia in latino), è un sito archeologico a nord di Rabat, in Marocco.

## Descrizione
Il sito è la prova della più antica presenza umana nel delta del fiume Bou Regreg, lungo le cui rive Fenici e Cartaginesi stanziarono diverse basi. A circa 3 km dal centro, il complesso si trova al di fuori delle mura della città e occupa il sito della romana Sala, su una bassa collina coperta di vegetazione, rifugio delle cicogne nella stagione riproduttiva. Gli scavi hanno rivelato la presenza di un importante agglomerato e infatti Chella conserva le vestigia di una città romana, con i resti del Decumano Massimo, di un foro presso il quale si riconoscono le tracce della Curia, di una fontana monumentale e di un arco di trionfo.
Il sito rimase poi in stato di abbandono per diversi secoli, fino a che i sultani della dinastia dei Merinidi lo scelsero per edificarvi la loro necropoli nel XII secolo. Circondata da una cinta di mura fortificate, ad essa si accede attraverso una porta monumentale, riccamente decorata e aperta ad arco acuto, ai cui lati sono poste due massicce torri merlate semi-ottagonali. Nella parte superiore del portale è presente un'iscrizione in caratteri cufici, dalla quale si apprende che la costruzione dello stesso fu iniziata dal sultano Abu Yusuf Ya'qub e terminata nel 1339 sotto il regno di Abū al-Ḥasan b. ʿUthmān, il più grande sultano della sua dinastia.
All'interno della necropoli si trovano alcune tombe di marabutti (santi uomini che vivevano monasticamente in un ribāṭ) e, presso una sorgente trasformata in fontana per abluzioni, la necropoli reale con la tomba di Abū al-Ḥasan b. ʿUthmān, la cui stele finemente decorata è sovrastata da una tettoia a muqarnas. Nelle vicinanze sono presenti la moschea di Abū Yūsuf Yaʿqūb con un minareto decorato con maioliche policrome ora in rovina e una zawiya con un oratorio (masjid).
Nella terrazza ai piedi del complesso si estende un incantevole giardino alimentato dalle acque della vicina sorgente ʿAyn Mdafa, che serpeggia nell'incavo della valletta.

## Galleria d'immagini

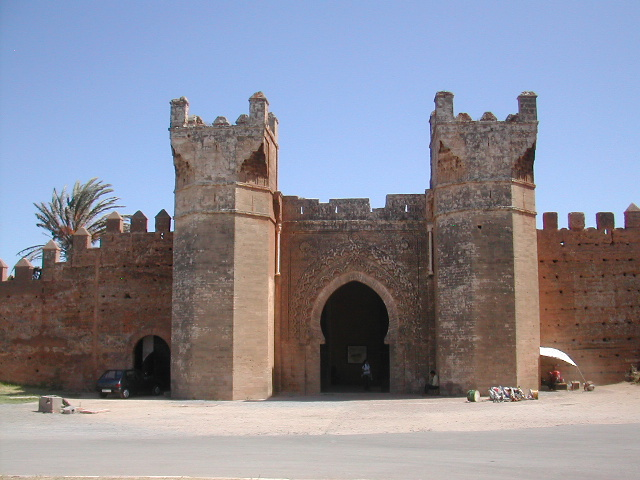
La porta della necropoli merinide di Chella.
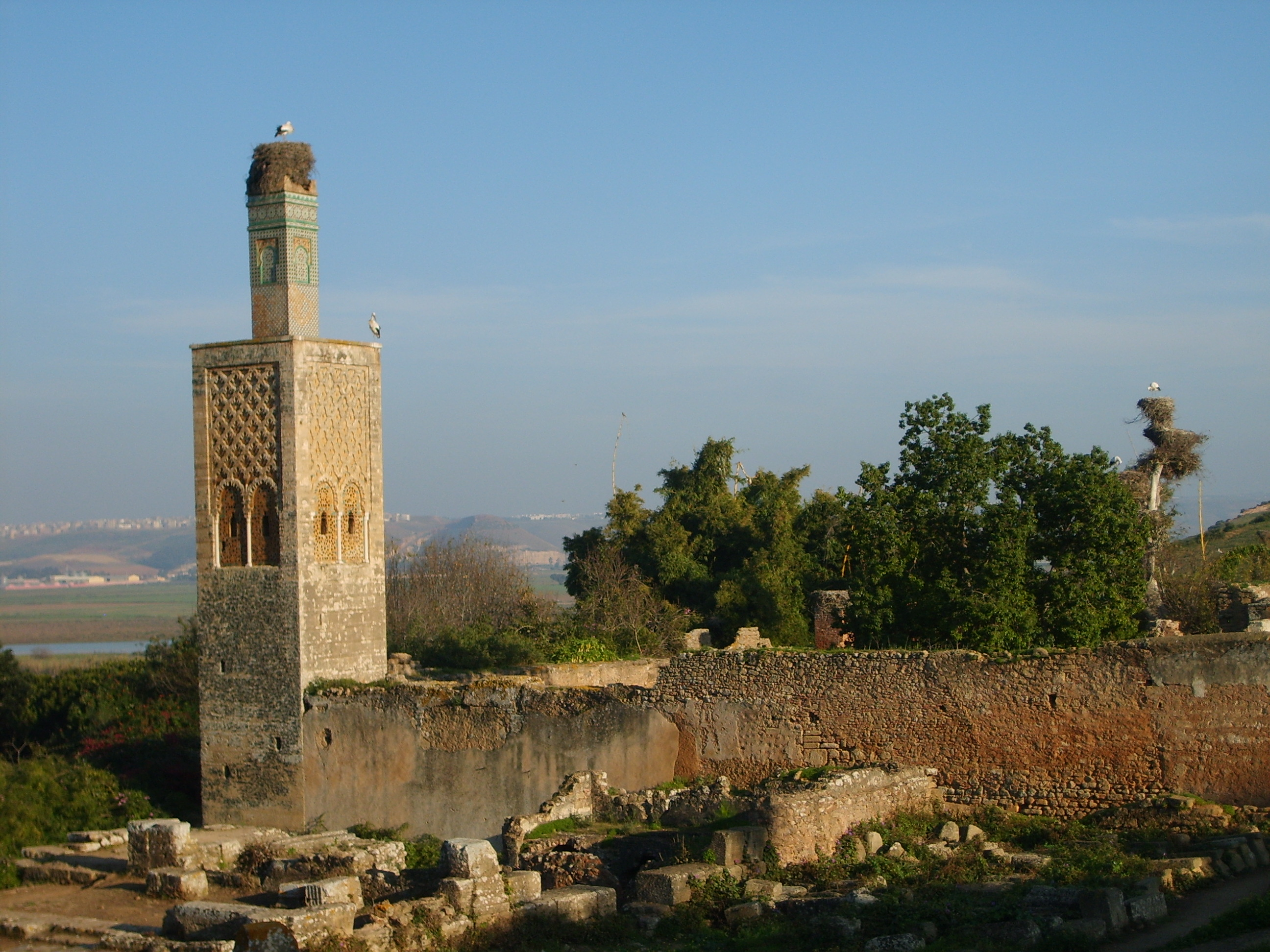
Rovine della moschea nella necropoli merinide.
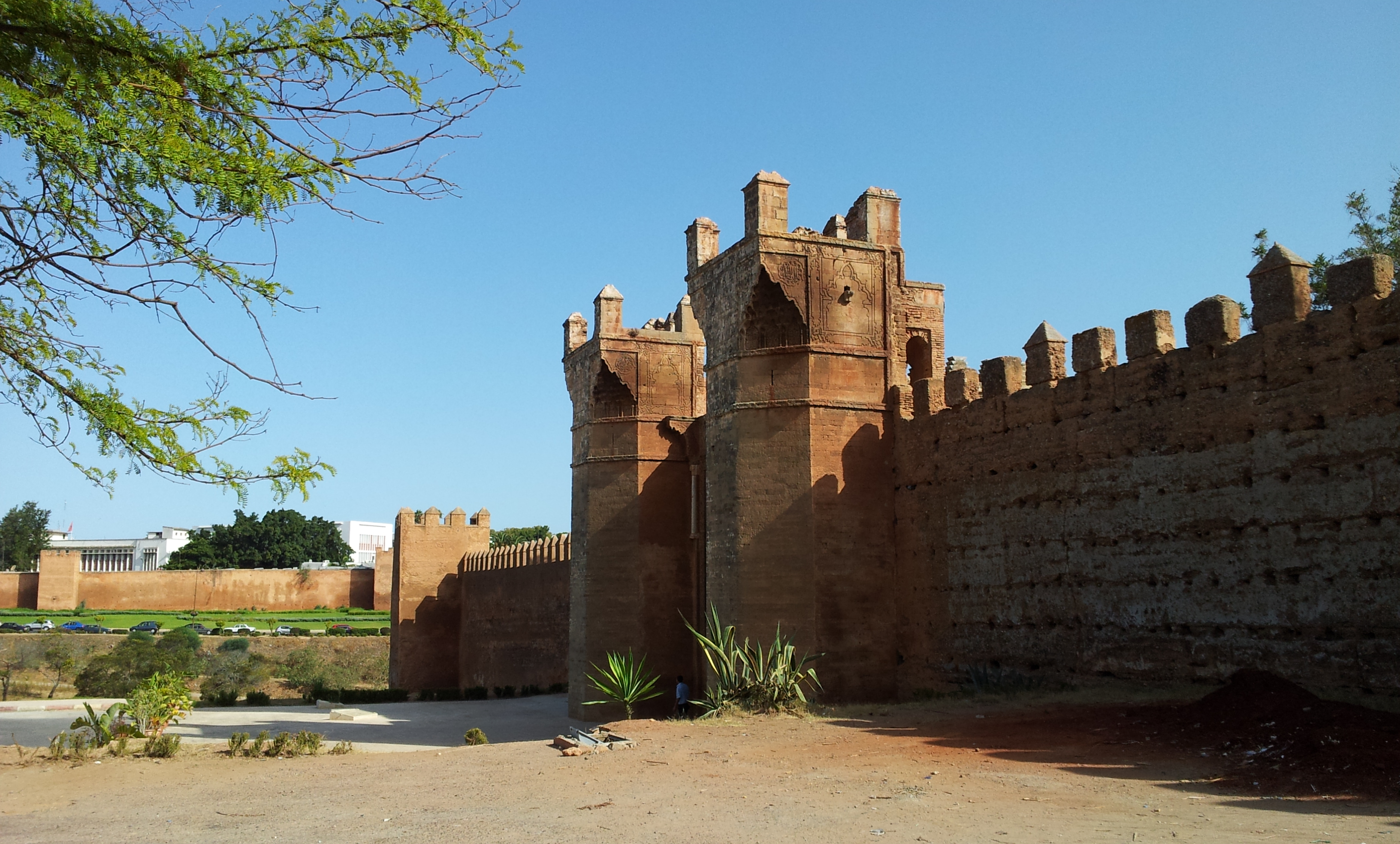
La porta della necropoli merinide.
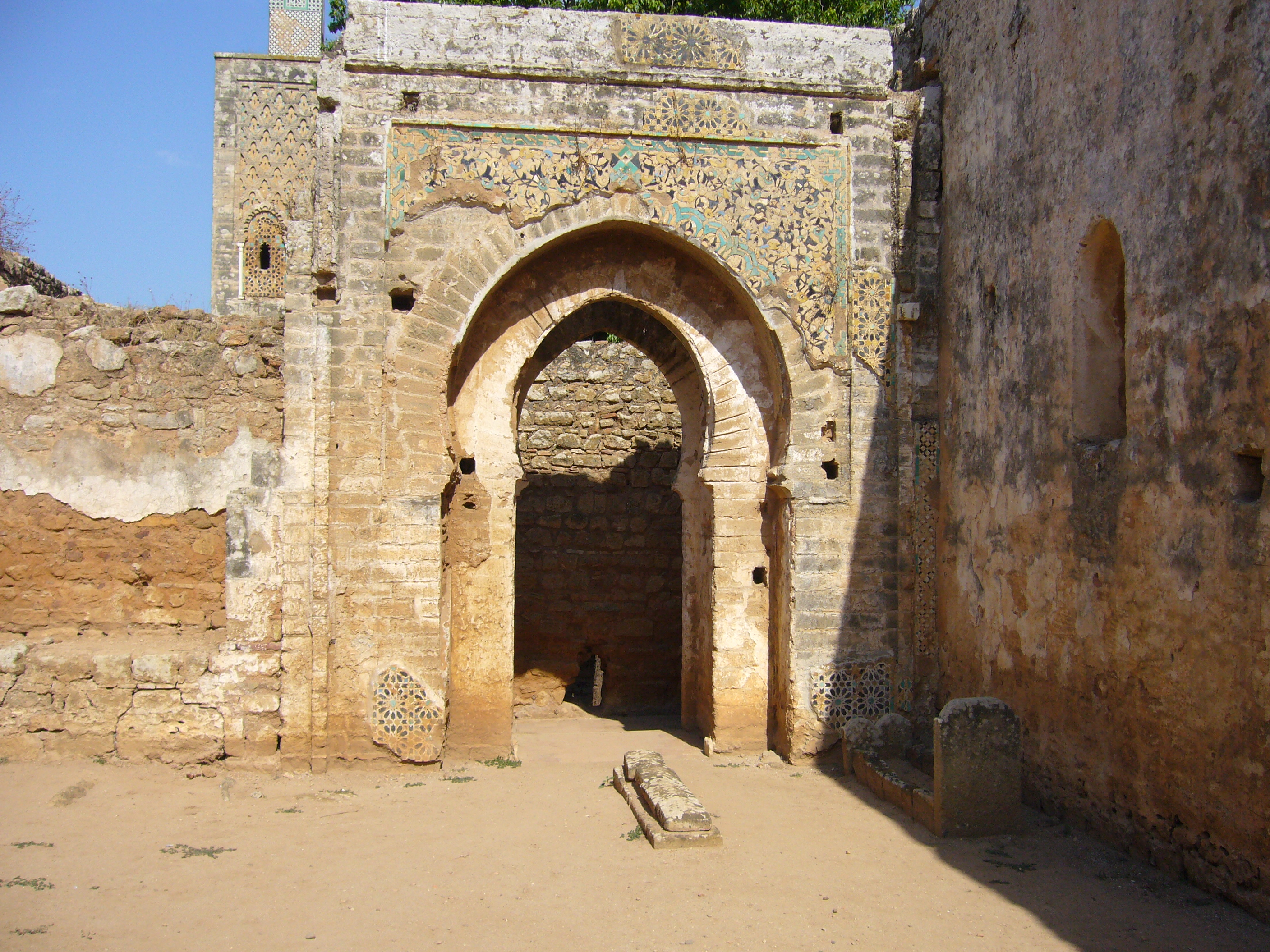
Rovine della necropoli merinide.